# Vărzărești, Nisporeni
Vărzărești este satul de reședință al comunei cu același nume  din raionul Nisporeni, Republica Moldova.

## Istoric
Comuna Vărzărești îmbrățișează două sate: Vărzărești și Șendreni, numele cărora provine de la familiile boierilor Vărzari și Șendrea, proprietari de mari moșii în Codrii Moldovei, în perioada domniei lui Alexandru cel Bun (anii 1399-1432). Înființarea satului Vărzărești este atestată documentar în ziua de 25 aprilie 1420, odată cu Mănăstirea Vărzărești, ctitorul căreia este Ștefan Varzaru:
„Din mila lui Dumnezeu, noi, Alexandru voievod, domn al Țării Moldovei. Facem cunoscut, cu această carte a noastră, tuturor celor care o vor vedea sau o vor auzi citindu-se, că această adevărată slugă a noastră și credincios boier, pan Oană vornic, a slujit mai înainte sfântrăposaților noștri înaintași cu dreapta și credincioasa slujbă, iar astăzi ne slujește nouă cu dreapta și credincioasa slujbă. De aceea, noi, văzând dreapta și credincioasa lui slujbă către noi, l-am miluit cu deosebita noastră milă și i-am dat în țara noastră, în Moldova, satele anume Corneștii, și Miclăușeni, și Lozova, și Săcărenii, și Vornicenii, și Dumeștii și Țigăneștii și Lavreștii și Sadova și Homicești. ...

Iar hotarul acestor sate care sunt la Bucovăț, să fie începând de la mănăstirea lui Vărzar, pe deasupra prisăcii lui Acibco, pe vârful Horodiștei, la vârful Lozovei, la podul lui Gârlanici, de la Fântâna Mică până la Fântâna Mare, iar dela Fântâna Mare, pe deasupra, la poiana Târnaucăi, de la poiana lui Chiprian, cu moara de pe Bâc, din Lunca cea Mică, și către Poroseci, și de la Poroseci la gura Pitușcăi, la seliștea lui Tigomir, iar de la seliștea lui Tigomir, pe deasupra Homiceștilor și pe deasupra Sadovei, și de la obârșia Sadovei la gura Conelii, iar de la gura Conelii, pe deasupra, la mănăstirea lui Vărzar. Și în acest hotar să-și întemeieze prisăci, câte va putea să întemeieze. Și îi întărim hotarele vechi, pe unde au folosit din veac.

...

Iar pentru mai mare întărire a tuturor celor mai sus-scrise, am poruncit slugii noastre credincioase, pan Isaia logofăt, să scrie și să atârne pecetea noastră la această carte a noastră.

La Suceava, în anul 6928 <1420> aprilie 25.”
De aici a moștenit numele atât satul cât și cea mai veche mănăstire de pe teritoriul Basarabiei.
În Cartea Domnească emisă de către Alexandru cel Bun la 10 februarie 1429 se pomenește de satul Șendreni, document e servește ca bază a întemeierii satului Șendreni. Într-un document al recensământului din 1817 se pomenește de alipirea așezământului moșiei Șendreni la Vărzărești cu toate gospodăriile și pământurile de care dispuneau.
Astăzi teritoriul comunei este divizat în mai multe părți: Vărzăreștii Vechi, Șendreni și Vărzăreștii Noi în care se mai păstrează unele denumiri istorice vechi ale vechilor mahalale: Basoc, Poiană, Staniște, Boteanu, Zbîrnești, Trifănești.
Unul din cele mai interesante localuri de interes religios, cultural și istoric din Republica Moldova este desigur mănăstirea Nașterii Maicii Domnului. Mănăstirea este amplasată pe un loc pitoresc, pe o colină înaltă de unde se vede ca în palmă orașul Nisporeni și satul Vărzărești. Locașul poate fi observat de la mare distanță, constituind un stimulent psihologic suplimentar pentru credincioși. Mănăstirea dispune de două icoane prețioase, ambele de o frumusețe rară: Maica Domnului de Vărzărești, datată la 4 mai 1904 și Icoana Domnului Prodromița, o pictură de excepție lucrată la muntele Athos, inscripționată în limba română.
la Mănăstire, în prezent, își săvârșesc serviciul 4 slujitori (trei preoți și un ierodiacon), 40 călugărițe și surori la ascultare. Istoria Mănăstirii e strâns legată de istoria regiunii Nisporeni, cunoscând etape de înflorire și de decădere (de exemplu în timpul dominației sovietice a fost închisă și transformată în depozit).
În apropiere de mănăstire este amenajat Cimitirul de Onoare Românesc, care a fost restabilit și inaugurat la 21 septembrie 2010 în memoria ostașilor români căzuți pe aceste locuri în timpul celui de-ai doilea război mondial.
În localitate sunt trei biserici: Biserica Sfântul Ambrozie de Optina, situată în mahalaua Satul-Nou, Biserica Sfinții Arhangheli Mihail și Gavriil, situată în partea veche a satului și Biserica Sfântul Mucenic Dimitrie de la mănăstire.
Începând cu anul 1992 și până în prezent, grație eforturilor credincioșilor, arhimandritului Serafim, egumenei Gheorghe Plăcintă, preoților Vasile Plăcintă și Novac Serghei la mănăstire au fost realizate importante lucrări: reparația bisericii Sfântul Mucenic Dimitrie, construcția unui bloc locativ pentru maici, construcția gardului din piatră și a unei mici porțiuni de drum, amenajarea curții. De asemenea, se realizează pentru executarea lucrărilor de pictare a interiorului bisericii Sfântul Mucenic Dimitrie. Încetul cu încetul mănăstirea redevine acel centru de cultură creștin-ortodoxă a Nisporeniului, cum era la sfârșitul secolului XIX.
Moșia comunei se extinde pe o suprafață de 5669 hectare. Populația comunei beneficiază de un liceu, Liceul Teoretic "Alexandru cel Bun" și 2 gimnazii, 3 grădinițe de copii, 3 biblioteci, un palat de cultură și un cămin cultural, 3 biserici, o farmacie, zeci de magazine si baruri particulare, 8 cimitire, inclusiv unul militar. Populația comunei este alcătuită din 99,9% de moldoveni.
În comuna Vărzărești de asemenea funcționează tabăra estivală pentru copii "Salut" cu o capacitate de 200 locuri, care este situată la 3 km de localitate în zona Codri, aici este amplasat și un restaurant.

## Personalități
Comuna Vărzărești a crescut multe nume notorii în trecut și în prezent, printre care scriitorii Ovidiu Creangă și Efimia Țopa, compozitorul Vasile Popovici, pictorița Lidia Mihăiescu, actrițele Ecaterina Bălan și Maria Stoianov, radiojurnalistă, savanții Dumitru Lozovanu, Ion si Constantin Arion, Vasile Guțanu, Nicolae, Iacob, Anton si Vasile Neagu, celebrul vinificator Ion Neagu, luptătorul de talie olimpică Arcadie Țopa, deputații în Parlamentul Republicii Moldova: Ilarion Guidea și Mihai Ciorici.

### Născuți în Vărzărești
- Ramil Portnoi (1908–1965), critic, istoric literar și dramaturg sovietic moldovean
- Iacov Godelman (n. 1933), om de știință sovietic moldovean, geograf și ecolog
- Dumitru Ursu (n. 1960), economist, prim-viceguvernatorul Băncii Naționale a Moldovei
- Valentina Ursu, jurnalistă radio

## Vezi și
- Mănăstirea Vărzărești (Republica Moldova)